# Basilia forcipata
Basilia forcipata är en tvåvingeart som beskrevs av Ferris 1924. Basilia forcipata ingår i släktet Basilia och familjen lusflugor. Inga underarter finns listade i Catalogue of Life.